# Aci Sant’Antonio

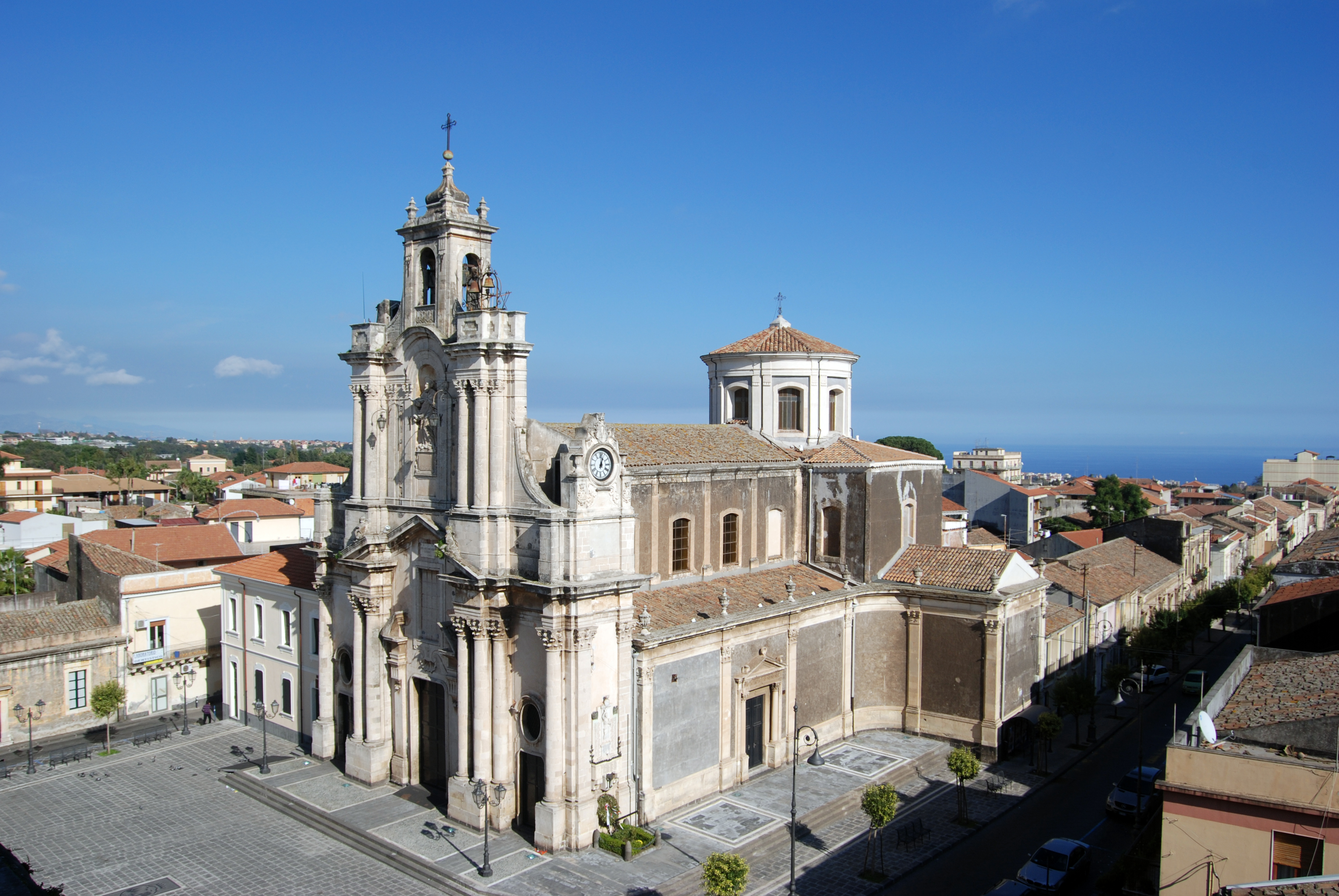
Chiesa Madre auf der Piazza Maggiore

Aci Sant’Antonio ist eine Stadt und Gemeinde der Metropolitanstadt Catania in der Region Sizilien in Italien mit 18.079 Einwohnern (Stand 31. Dezember 2023).

## Lage und Daten
Aci Sant’Antonio liegt 20 Kilometer nördlich von Catania am südöstlichen Hang des Ätnas und etwa vier Kilometer vom Meer entfernt. Die Einwohner arbeiten hauptsächlich in der Landwirtschaft und in Steinbrüchen.
Die Nachbargemeinden sind Aci Bonaccorsi, Aci Catena, Acireale, Valverde, Viagrande und Zafferana Etnea.

## Geschichte
Der Ort wurde im Mittelalter gegründet. Bei Ausbrüchen des Ätnas in den Jahren 1169, 1329, 1408 und 1693 wurden große Teile des Ortes zerstört. Der Ort wurde jeweils wieder aufgebaut.

## Sehenswürdigkeiten
- Dom Sant’Antonio Abbate, erbaut im 18. Jahrhundert
- Kirche San Michele aus dem 18. Jahrhundert